# Krempachy
Krempachy (węg. Bélakorompa, do 1899 Dunajecz-Krempach, niem. Krempach) – wieś w Polsce położona w województwie małopolskim, w powiecie nowotarskim, w gminie Nowy Targ. W latach 1975–1998 miejscowość położona była w województwie nowosądeckim. Położona jest w południowej Małopolsce w regionie geograficznym Kotlina Nowotarska i historyczno-etnograficznym Spisz.

## Toponimia
Nazwa pochodzi prawdopodobnie od Krummbach (niem. „kręty potok”), co odnosi się do Dursztyńskiego Potoku (dawniej Kręcina). Jeszcze w XIX wieku i na początku XX wieku w powszechnym użyciu była nazwa Krempach.

## Historia
Wieś założył w XIV w. ród Berzeviczych. Podobnie jak inne wsie spiskie wchodziły w skład posiadłości niedzickich, których właścicielami były znane rody węgierskie: Brzeviczych, Zapolyich, Horvathów i Salomonów, a w XVI w. polski ród Łaskich. W 1549 r. wieś przechodzi na luteranizm za sprawą właściciela Horvatha, a jej rekatolicyzacja nastąpiła dopiero po 1660 r. za sprawą rodu Stansithów-Horvathów.
W listopadzie 1918 r. wieś została przyłączona do Polski. 28 listopada 1918 r. Dekretem Tymczasowego Naczelnika Państwa Józefa Piłsudskiego, przyjętym przez rząd ludowy Jędrzeja Moraczewskiego zarządzone zostały tu wybory powszechne do Sejmu Ustawodawczego na dzień 26 stycznia 1919 r. Przynależność Krempachów do Polski potwierdziło 24 grudnia 1918 r. polsko-czechosłowackiego porozumienie zawarte w Popradzie wyznaczające przebieg tymczasowej granicy główną granią Tatr Wysokich i Magury Spiskiej, a następnie schodzącej w dolinę Popradu koło Lubowli. Jednakże 13 stycznia 1919 r., wobec coraz trudniejszej sytuacji wojsk polskich w wojnie polsko-bolszewickiej i na skutek sfingowanego rozkazu naczelnego wodza Sił Sprzymierzonych gen. Ferdynanda Focha, Wojsko Polskie otrzymało rozkaz wycofania się z tego terenu i w jego miejsce wkroczyło wojsko czechosłowackie. 27 września 1919 r. Rada Ambasadorów zapowiedziało przeprowadzenie tu plebiscytu, i wiosną 1920 r. teren plebiscytowy Spisza znalazł się pod kontrolą Międzysojuszniczej Komisji Rządzącej i Plebiscytowej, ale do plebiscytu nie doszło. Decyzją Rady Ambasadorów z 28 lipca 1920 wieś powróciła w granice państwa polskiego. W okresie 1939–1945 wieś była okupowana przez Słowację.

## Galeria zdjęć

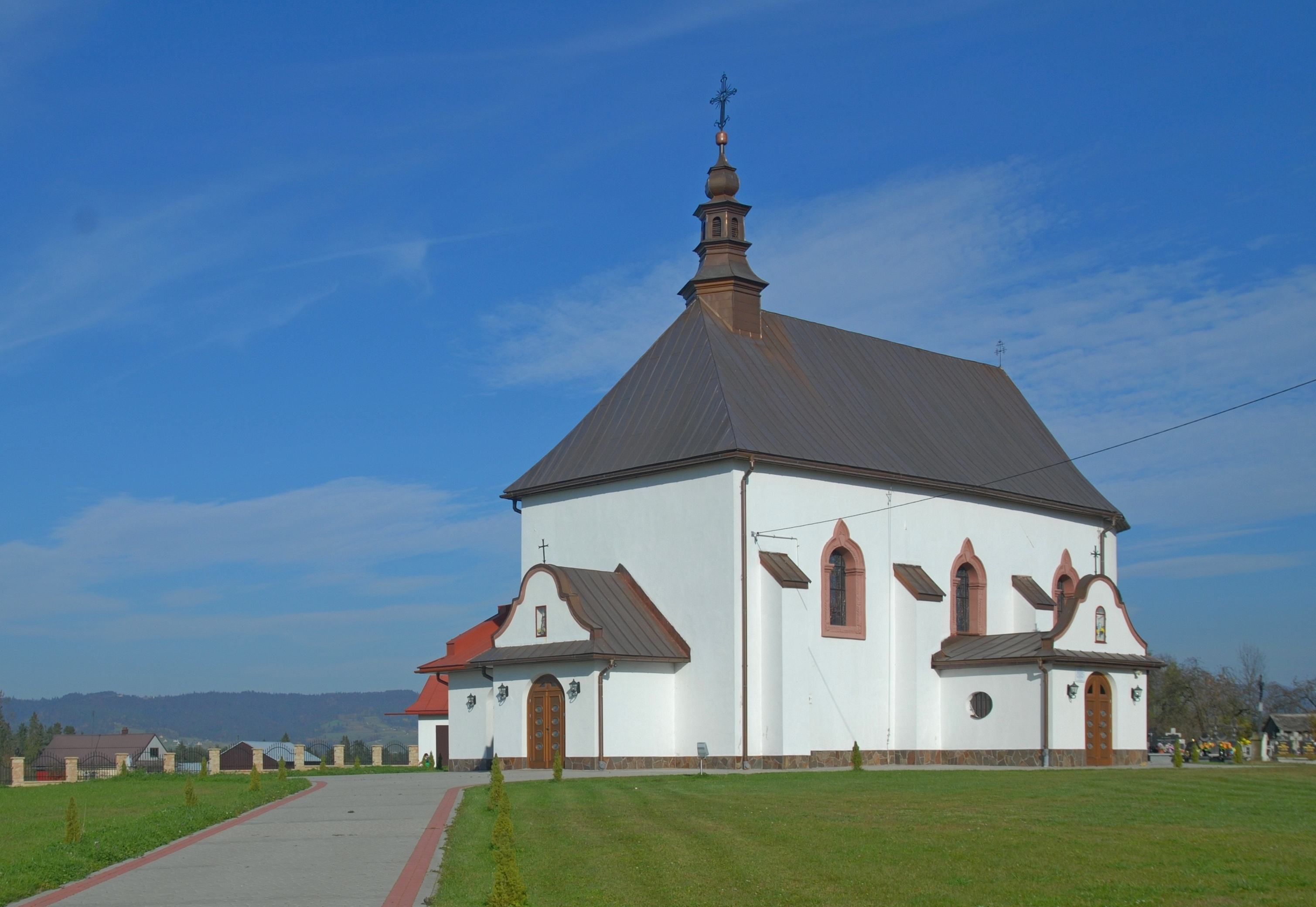
Kościół cmentarny św. Walentego
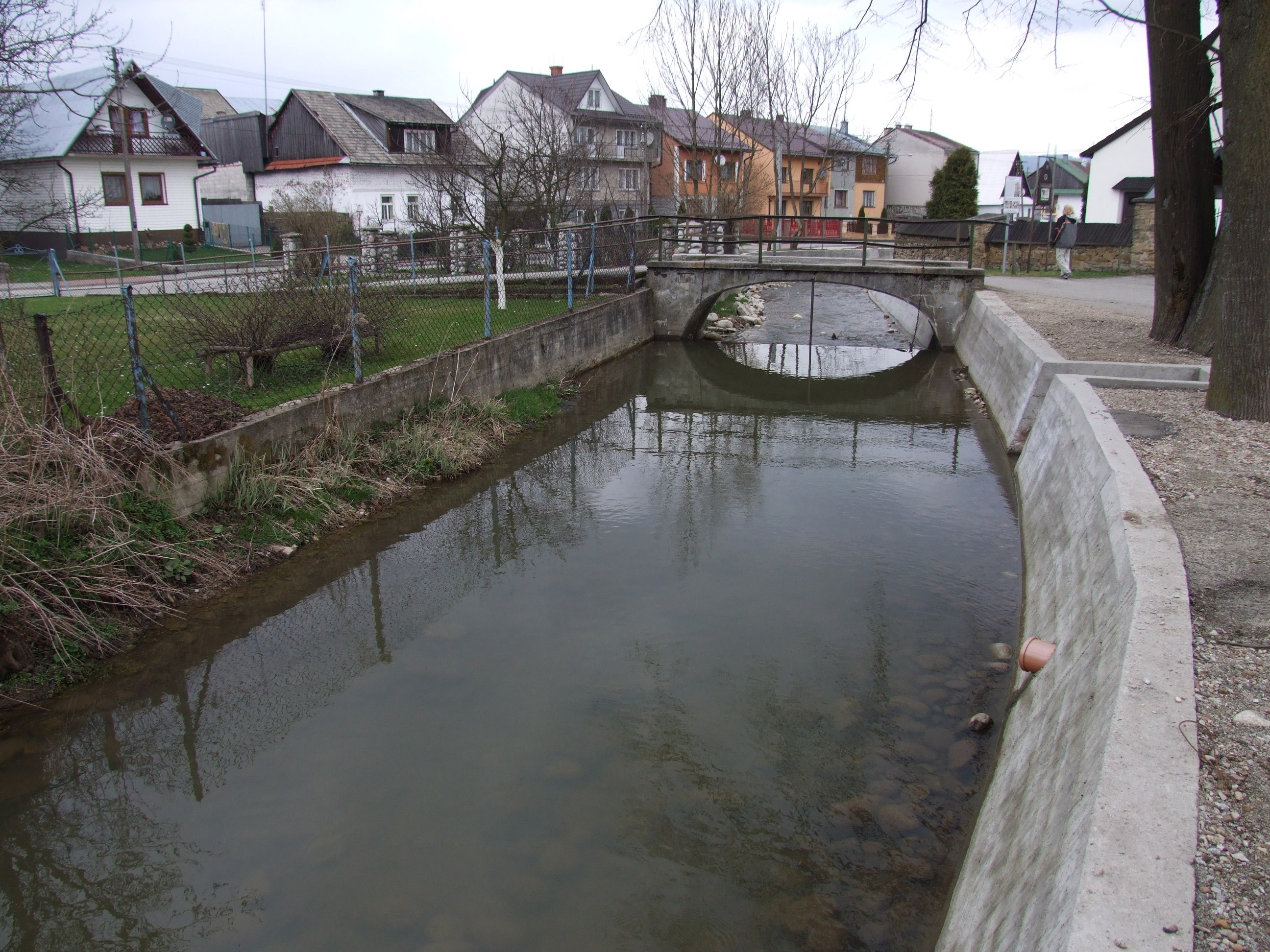
Kręty Potok w Krempachach
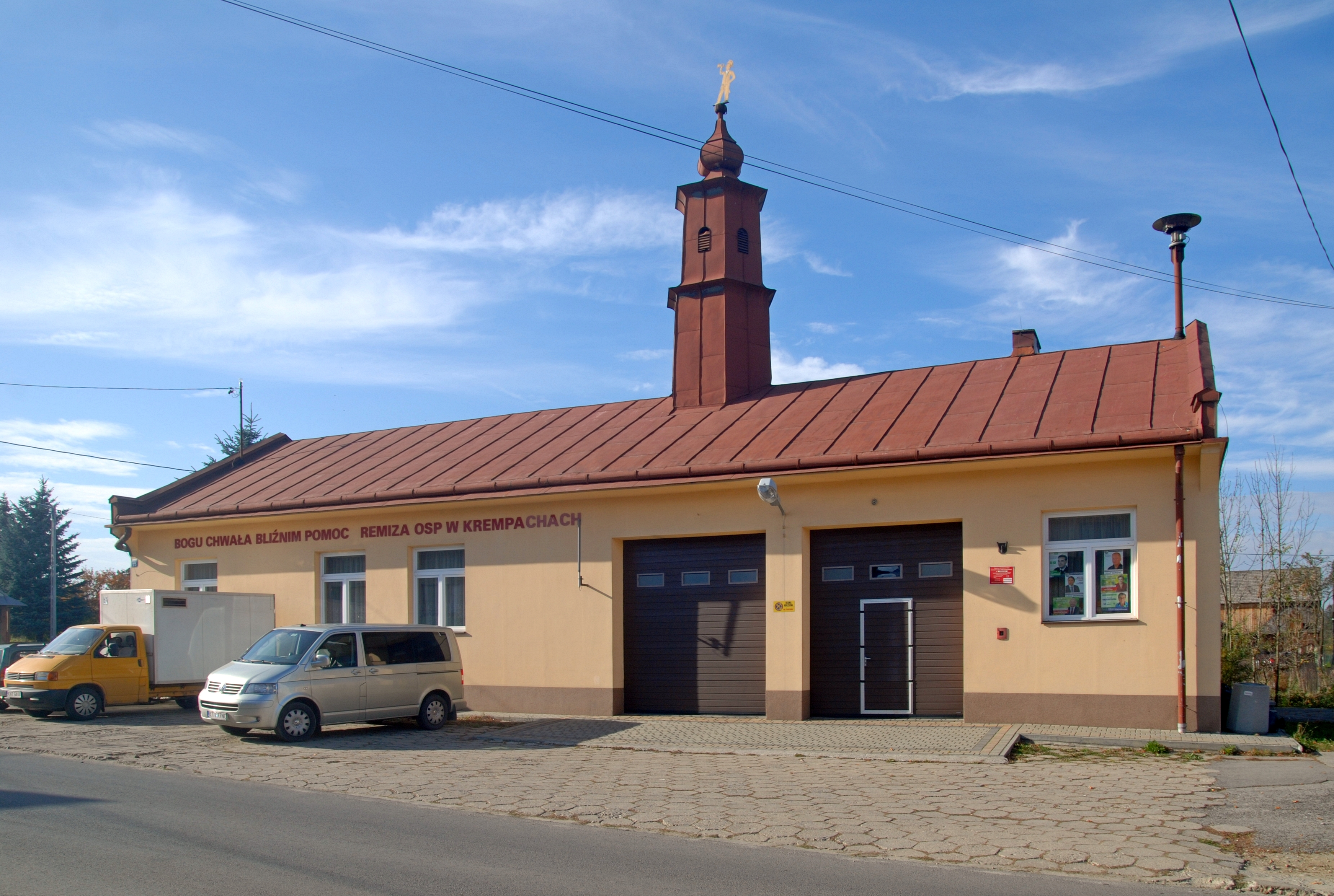
Budynek straży pożarnej

## Zabytki
Wieś ma typową dla spiskich wsi zabudowę. Wrzecionowaty rynek powstał z rozdwojenia osi głównej na dwie drogi zbiegające się na jego końcach. Przy rynku stoi kościół parafialny, a po obu stronach domy zwrócone szczytami do drogi oraz rzędy stodół okalające zabudowę w pewnej odległości od domów ze względów przeciwpożarowych oraz obronnych.
Obiekty wpisane do rejestru zabytków nieruchomych województwa małopolskiego.

### Kościół św. Marcina
- Kościół parafialny pw. św. Marcina, ogrodzenie.
Kościół murowany, o jednokalenicowej konstrukcji dachu, kryty gontem – reprezentuje styl przejściowy między gotykiem i renesansem, wybudowany został w I poł. XVI w. jego wyposażenie zaś pochodzi z połowy XVIII w. Kościół posiada sklepienie kolebkowe z lunetami, w prezbiterium z żebrami dekoracyjnymi. W nawie pilastry. We wnęce ołtarza obraz św. Marcina klęczącego przed ukazującym mu się na górze Chrystusem XVIII w. Na szczególną uwagę zasługuje tu gotycka monstrancja z roku 1528 w kształcie kapliczki z figurką św. Piotra. Na północnej ścianie współczesna polichromia obrazująca legendę o św. Marcinie – w stroju rzymskim, odcina mieczem pół płaszcza i oddaje żebrakowi.
Renesansowa wieża po stronie zachodniej jest elementem, którego nie spotka się w innych polskich kościołach poza Spiszem (występuje również we Frydmanie). Obiega ją hurdycja (czatownia), która mogła spełniać funkcje obronne lub być doskonałym punktem widokowym. Nad drewnianą hurdycją znajduje się attyka z elementami zbliżonymi do motywu jaskółczego ogona.

- Kościół cmentarny pw. św. Walentego.
Bezwieżowy kościół cmentarny, leżący na skraju wsi, został wybudowany w roku 1761 na miejscu starego drewnianego kościoła, prawdopodobnie starszego od kościoła parafialnego. Wnętrze podzielone pilastrami. Sklepienie kolebkowe z lunetami podzielone jest na pole, wypełnione gipsową ornamentyką. Ołtarz główny zdobi obraz przedstawiający świętych Stanisława, Walentego i Mikołaja – tzw. święta rozmowa, który jest środkowym obrazem z dawnego tryptyku pochodzącego ze starego, drewnianego kościoła.
Zdobione ołtarze obydwu kościołów stanowią przykłady urządzenia świątyni w stylu rokokowym.

## Kultura
We wsi jest używana gwara spiska, zaliczana przez polskich językoznawców jako gwara dialektu małopolskiego języka polskiego, przez słowackich zaś jako gwara przejściowa polsko-słowacka. Tradycyjnym ubiorem był strój spiski w odmianie trybskiej.

## Turystyka
W okolicy znajduje się rezerwat przyrody Przełom Białki pod Krempachami, gdzie można zobaczyć m.in. reliktową roślinność naskalną. Wapienne skałki w okolicy ciągną się od Kramnicy w przełomie Białki do Czerwonej Skały.
Przez Krempachy przebiega zielony szlak turystyczny z Nowej Białej do Dursztyna.

## Osoby związane z miejscowością
- Wojciech Lorencowicz. W latach 1918–1920 działacz niepodległościowy, organizator i dowódca Kompanii Spiskiej oraz Tajnej Organizacji Wojskowej na Spiszu[10][11].